# Übersiedlungsgut
Unter Übersiedlungsgut versteht man persönliches Eigentum, bei dem keine Einfuhrabgaben beim Überführen in das Zollgebiet der Union anfallen.
Bei einem Umzug über Zollgrenzen hinweg müssten alle mitgebrachten Besitztümer verzollt und versteuert werden. Da die Europäische Union jedoch die Einwanderung generell unterstützt, gibt es für so genanntes Übersiedlungsgut zoll- und steuerrechtliche Befreiungen.

## Was zählt zu Übersiedlungsgut?
- Persönlicher Hausrat (z. B. Möbel und Haushaltsgeräte),
- Fahrzeuge zum persönlichen Gebrauch (z. B. auch Sportflugzeuge),
- Haushaltsvorräte (die Menge orientiert sich am üblichen Bedarf der Übersiedelnden),
- Haus- und Reittiere,
- zur Ausübung von handwerklichen oder freiberuflichen Tätigkeiten benötigte tragbare Gegenstände.

Der Zoll muss eindeutig erkennen können, dass die eingeführte Ware nicht dem Weiterverkauf dient, es muss als persönliches Umzugsgut erkennbar sein.

### Was zählt nicht zu Übersiedlungsgut?
- Alkoholische Erzeugnisse,
- Tabak und Tabakwaren,
- Nutzfahrzeuge,
- gewerblich genutzte Gegenstände (Ausnahme: tragbare Instrumente und Geräte, siehe oben).

## Voraussetzungen
Wenn man seinen gewöhnlichen Wohnsitz wechseln will und in das Zollgebiet der Union ziehen möchte, ist dies nur möglich wenn der Übersiedelnde zuvor zwölf Monate außerhalb des Zollgebiets der Union gelebt hat oder er, zum Beispiel durch einen Arbeitsvertrag, beweisen kann, dass es zumindest seine Absicht war. Zusätzlich zu den oben aufgeführten Bedingungen muss das Übersiedlungsgut dem Begünstigten tatsächlich gehören und mindestens sechs Monate lang vor dem Umzug in Gebrauch gewesen sein. Nachzuweisen ist dies beispielsweise durch Rechnungsbelege oder Kaufverträge. Des Weiteren müssen die Güter ihre bisherige Funktion beibehalten. Die Güter müssen nicht in einer einzigen Sendung versandt werden, dürfen aber den zeitlichen Rahmen von zwölf Monaten nicht überschreiten, um die abgabenfreie Einführung zu gewährleisten.

## Anmeldung beim Zoll
Übersiedlungsgüter müssen schriftlich mit dem dafür vorgesehenen Formular zur Überführung in den zollrechtlich, freien Verkehr angemeldet werden. Bei Fragen kann man sich an das zuständige Zollamt im Einwanderungsland wenden.

### Zollamtliche Überwachung
Um sicherzugehen, dass die abgabenfreien Güter nicht als Handelsgüter eingesetzt werden, steht das Übersiedlungsgut nach Überführung in den zollrechtlich freien Verkehr zwölf Monate unter Beobachtung des Zollamtes. Damit dies möglich ist, darf der Begünstigte das eingeführte Gut weder:
- verleihen noch
- vermieten,
- verpfänden,
- verschenken
- oder verkaufen.

Bei Verstoß gegen diese Vorschriften entfällt die Zollbefreiung und es kommt zu Straf- oder Bußgeldverfahren.

## Rechtsgrundlagen
- Artikel 2 bis 10 der Verordnung (EWG) Nr. 918/83 des Rates vom 28. März 1983 über das gemeinschaftliche System der Zollbefreiungen[1] (Amtsblatt der Europäischen Gemeinschaften. L, Nr. 105, 23. April 1983, S. 1; berichtigt im Amtsblatt der EG L, Nr. 274, 7. Oktober 1983, S. 40 und L, Nr. 256, 27. September 1985, S. 47);
- § 1 der Einfuhrumsatzsteuer-Befreiungsverordnung 1993 vom 11. August 1992 (Bundesgesetzblatt I S. 1526);[2] geändert durch Verordnung vom 9. Februar 1994 (Bundesgesetzblatt I S. 302,[3] Berichtigung Bundesgesetzblatt I S. 523);
- § 1 der Einfuhr-Verbrauchsteuerbefreiungsverordnung vom 8. Juni 1999 (Bundesgesetzblatt I S. 1414[4]).